# Ranchot
Ranchot település Franciaországban, Jura megyében. Lakosainak száma 507 fő (2022. január 1.). Ranchot Gendrey, La Barre, Dampierre, Fraisans, Louvatange, Monteplain és Rans községekkel határos.

## Népesség
A település népessége az elmúlt években az alábbi módon változott:
| Lakosok száma | 331  | 331  | 348  | 485  | 483  | 487  | 495  | 504  | 505  | 507  |
|               | 1968 | 1982 | 1990 | 2006 | 2013 | 2015 | 2017 | 2019 | 2020 | 2022 |